# Chançay
Chançay – miejscowość i gmina we Francji, w Regionie Centralnym, w departamencie Indre i Loara.
Według danych na rok 1990 gminę zamieszkiwały 894 osoby, a gęstość zaludnienia wynosiła 59 osób/km² (wśród 1842 gmin Regionu Centralnego Chançay plasuje się na 446. miejscu pod względem liczby ludności, natomiast pod względem powierzchni na miejscu 877.).